# Batalla de Seneffe
La batalla de Seneffe se libró el 11 de agosto de 1674 y enfrentó al ejército francés al mando del príncipe de Condé a las fuerzas germano-hispano-holandesas dirigidas por Guillermo III de Orange.

## La batalla
Durante la guerra franco-holandesa, Guillermo de Orange, a la cabeza de un ejército germano-hispano-holandés, cruzó el sur de los Países Bajos Españoles hasta el norte de Francia. El ejército francés estaba a las órdenes del príncipe de Condé.
Durante cinco semanas, los dos ejércitos maniobraron sin enfrentarse. El 10 de agosto, Guillermo de Orange se dirigió entonces hacia París con el fin de forzar a su enemigo a entrar en combate.
Condé envió un destacamento de alrededor de 500 caballeros para ocupar la vanguardia holandesa, próxima a la población de Seneffe (en la actual Bélgica), bloqueando así el avance de Guillermo de Orange. Con los 45.000 hombres de los que disponía intentó rodear a los aliados.
Los caballeros franceses consiguieron distraer al ejército aliado, pero fracasóla maniobra de cerco. En los combates murió Pedro de Acuña, maestre de campo del ejército español en Flandes. Tras más de diez horas de combates, los dos ejércitos se retiraron, dejando sobre el campo de batalla alrededor de 8.000 muertos o heridos por parte de los franceses y 11.000 por parte de los aliados (otra fuente informa de unas 14.000 bajas en cada bando). Ambos bandos reivindicaron la victoria, pero para los historiadores es difícil designar a un vencedor.

## Consecuencias
Pensando que los franceses se debilitaban, Juan Domingo de Haro, conde de Monterrey y Gobernador de los Países Bajos españoles, intenta recuperar Audenarde, pero el Príncipe de Condé llega a poner a sus tropas en jaque. El conde de Monterrey será depuesto de su gobierno el año siguiente.